# Marvin Schieb
Marvin Schieb (sinh ngày 27 tháng 7 năm 1996) là một cầu thủ bóng đá người România gốc Đức thi đấu ở vị trí tiền đạo cho ASU Politehnica.